# K League Classic 2016
La K League Classic 2016, nota come Hyundai Oilbank K League Classic 2016 (현대오일뱅크 K리그 클래식 2016) per ragioni di sponsorizzazione, è stata la quattordicesima edizione del massimo livello del campionato coreano di calcio organizzato a regime professionistico, la quarta edizione sotto il nome di K League Classic. Il campionato è iniziato a marzo 2016 e si è concluso a dicembre 2016 con lo spareggio promozione/retrocessione.

## Stagione

### Novità
Al termine della K League Classic 2015 il Daejeon Citizen, ultimo classificato, è stato retrocesso in K League Challenge. Al suo posto è stato promosso il Suwon FC, vincitore della K League Challenge 2015. Dopo lo spareggio promozione-retrocessione il Sangju Sangmu è stato promosso in K League Classic, mentre il Busan IPark è stato retrocesso in K League Challenge.

### Formula
La formula del campionato riprende quella della Scottish Premiership. Le 12 squadre si affrontano in gironi di andata-ritorno-andata, per un totale di 33 giornate. Al termine le squadre sono divise in due gruppi di 6, in base alla classifica; ogni squadra affronta per la quarta volta le altre del gruppo, per un totale di 38 partite.

La squadra campione della Corea del Sud ha il diritto a partecipare alla AFC Champions League 2017 partendo dalla fase a gironi.

Anche la squadra seconda classificata e la vincitrice della Coppa della Corea del Sud accedono alla fase a gironi della AFC Champions League 2017.

La squadra terza classificata accede all'ultimo turno di qualificazione della AFC Champions League 2017.

L'ultima classificata retrocede direttamente in K League Challenge, mentre la penultima disputa uno spareggio contro la vincente dei playoff della K League Challenge per la permanenza in K League Classic.

## Squadre partecipanti
| Club                   | Città     | Stadio                       | Stagione precedente            |
| ---------------------- | --------- | ---------------------------- | ------------------------------ |
| Gwangju                | Gwangju   | Gwangju World Cup Stadium    | 10º posto                      |
| Incheon United         | Incheon   | Incheon Football Stadium     | 8º posto                       |
| Jeju United            | Jeju      | Jeju World Cup Stadium       | 6º posto                       |
| Jeonbuk Hyundai Motors | Jeonju    | Jeonju World Cup Stadium     | Campione della Corea del Sud   |
| Jeonnam Dragons        | Gwangyang | Gwangyang Football Stadium   | 9º posto                       |
| Pohang Steelers        | Pohang    | Pohang Steel Yard            | 3º posto                       |
| Sangju Sangmu          | Sangju    | Sangju Civic Stadium         | 2º posto in K League Challenge |
| Seongnam               | Seongnam  | Tancheon Stadium             | 5º posto                       |
| Seoul                  | Seul      | Seoul World Cup Stadium      | 4º posto                       |
| Suwon FC               | Suwon     | Suwon Sports Complex         | 1º posto in K League Challenge |
| Suwon Bluewings        | Suwon     | Suwon World Cup Stadium      | 2º posto                       |
| Ulsan Hyundai          | Ulsan     | Ulsan Munsu Football Stadium | 7º posto                       |

## Classifica attuale
Aggiornata al 6 novembre 2016
|                          | Pos. | Squadra         | Pt | G  | V  | N  | P  | GF | GS | DR  |
| ------------------------ | ---- | --------------- | -- | -- | -- | -- | -- | -- | -- | --- |
| Poule scudetto           |      |                 |    |    |    |    |    |    |    |     |
| Corea del Sud (bandiera) | 1.   | Seoul           | 70 | 38 | 21 | 7  | 10 | 67 | 46 | +21 |
|                          | 2.   | Jeonbuk Hyundai | 67 | 38 | 20 | 16 | 2  | 71 | 40 | +31 |
|                          | 3.   | Jeju SK         | 59 | 38 | 17 | 8  | 13 | 71 | 57 | +14 |
|                          | 4.   | Ulsan HD        | 54 | 38 | 14 | 12 | 12 | 41 | 47 | -6  |
|                          | 5.   | Jeonnam Dragons | 47 | 38 | 12 | 11 | 15 | 44 | 53 | -9  |
|                          | 6.   | Sangju Sangmu   | 43 | 38 | 12 | 7  | 19 | 54 | 65 | -11 |
| Poule retrocessione      |      |                 |    |    |    |    |    |    |    |     |
| [ 1 ]                    | 7.   | Suwon Bluewings | 48 | 38 | 10 | 18 | 10 | 56 | 59 | -3  |
|                          | 8.   | Gwangju         | 47 | 38 | 11 | 14 | 13 | 41 | 45 | -4  |
|                          | 9.   | Pohang Steelers | 46 | 38 | 12 | 10 | 16 | 43 | 46 | -3  |
|                          | 10.  | Incheon Utd     | 45 | 38 | 11 | 12 | 15 | 43 | 51 | -8  |
|                          | 11.  | Seongnam        | 43 | 38 | 11 | 10 | 17 | 47 | 51 | -4  |
|                          | 12.  | Suwon           | 39 | 38 | 10 | 9  | 19 | 40 | 58 | -18 |

Legenda:

      Ammesse alla fase a finale della AFC Champions League 2017

      Retrocessa in K League Challenge 2017

Tre punti a vittoria, uno a pareggio, zero a sconfitta.
La classifica viene stilata secondo i seguenti criteri:
- Punti conquistati
- Reti totali realizzate
- Differenza reti generale
- Partite vinte

## Spareggio promozione/retrocessione
Allo spareggio promozione/retrocessione hanno partecipato la squadra classificata all'undicesimo posto della K League Classic 2016 (Seongnam FC) e la squadra vincente gli spareggi promozione della K League Challenge 2016 (Gangwon FC).
| 17 novembre 2016 - 19:00 UTC+9 | Gangwon FC  | 0 - 0 | Seongnam FC | Gangneung Stadium, Gangneung |
| 20 novembre 2016 - 14:00 UTC+9 | Seongnam FC | 1 - 1 | Gangwon FC  | Tancheon Stadium, Seongnam   |

## Statistiche

### Classifica marcatori
Aggiornamenta al 30 gennaio 2017
| Gol |  |  | Giocatore        | Squadra         |
| --- |  |  | ---------------- | --------------- |
| 20  |  |  | Jung Jo-gook     | Gwangju         |
| 17  |  |  | Adriano          | Seoul           |
| 13  |  |  | Tiago            | Seongnam        |
| 13  |  |  | Dejan Damjanović | Seoul           |
| 13  |  |  | Yang Dong-hyun   | Pohang Steelers |
| 13  |  |  | Ricardo Lopes    | Jeonbuk Hyundai |
| 12  |  |  | Leonardo         | Jeonbuk Hyundai |
| 12  |  |  | Santos           | Suwon Bluewings |
| 8   |  |  | Shim Dong-woon   | Pohang Steelers |
| 8   |  |  | Park Gi-dong     | Sangju Sangmu   |
| 8   |  |  | Lee Dong-gook    | Jeonbuk Hyundai |
| 8   |  |  | Kevin Oris       | Incheon Utd     |